# Liste des lieux patrimoniaux du Bas-Saint-Laurent
Liste des lieux patrimoniaux du Bas-Saint-Laurent au Québec inscrit au répertoire des lieux patrimoniaux du Canada.

## Liste
- Haut – A
- B
- C
- D
- E
- F
- G
- H
- I
- J
- K
- L
- M
- N
- O
- P
- Q
- R
- S
- T
- U
- V
- W
- X
- Y
- Z

| [ 1 ] | Lieu patrimonial                                                                       | Illustration                                                         | Municipalité                    | Adresse                           | Coordonnées          | No    | Constr. | Prot.                     | Rec.                         | Notes  |
| ----- | -------------------------------------------------------------------------------------- | -------------------------------------------------------------------- | ------------------------------- | --------------------------------- | -------------------- | ----- | ------- | ------------------------- | ---------------------------- | ------ |
| F     | Gare du Canadien National                                                              | Gare du Canadien National                                            | Amqui                           | 209, boulevard Saint-Benoît Ouest | 48.4664 -67.4361     | 4593  |         | GFP                       | 1er avril 1993               |        |
| M     | Maison Odilon-Vallée                                                                   | Téléverser                                                           | Amqui                           | 154, boulevard Saint-Benoît Ouest | 48.46572 -67.43467   | 8494  |         | MH cité                   | 6 juin 2005                  |        |
| P     | Église de Saint-Georges                                                                | Église de Saint-Georges                                              | Cacouna                         | Rue de l'Église                   | 47.916 -69.499056    | 7314  |         | MH classé                 | 3 janvier 1957               |        |
| M     | Maison du Docteur-Joseph-Frenette                                                      | Téléverser                                                           | Causapscal                      | 3, rue Frenette                   | 48.35369 -67.22111   | 8336  |         | MH cité                   | 2 juillet 2002               |        |
| P     | Site de pêche Matamajaw                                                                | Site de pêche Matamajaw                                              | Causapscal                      | Rue Saint-Jacques Sud             | 48.35219 -67.22208   | 1753  |         | SH classé                 | 10 février 1984              |        |
| M     | Ancien presbytère d'Esprit-Saint                                                       | Téléverser                                                           | Esprit-Saint                    | 1, rue des Érables                | 48.06708 -68.56342   | 7898  |         | MH cité                   | 16 mai 2005                  |        |
| F     | Jardins de Métis                                                                       | Jardins de Métis                                                     | Grand-Métis                     | 200, route 132                    | 48.6282 -68.12292    | 1283  |         | LHN                       | 6 juillet 1995               |        |
| M     | Ancien palais de justice de Kamouraska                                                 | Ancien palais de justice de Kamouraska                               | Kamouraska                      | 111, avenue Morel                 | 47.56222 -69.87139   | 6216  |         | MH cité                   | 6 juillet 1992               |        |
| M     | Noyau institutionnel de Kamouraska                                                     | Noyau institutionnel de Kamouraska                                   | Kamouraska                      | Avenue Morel                      | 47.56661 -69.86994   | 6001  |         | SP constitué              | 5 février 2001               |        |
| M     | Presbytère de Kamouraska                                                               | Presbytère de Kamouraska                                             | Kamouraska                      | 76, rue Morel                     | 47.566639 -69.86833  | 5956  |         | MH cité                   | 2 février 1998               |        |
| M     | Quais de Kamouraska                                                                    | Quais de Kamouraska                                                  | Kamouraska                      | Avenue Leblanc                    | 47.56278 -69.87417   | 5953  |         | SP constitué              | 7 octobre 1997               |        |
| M     | Site du Berceau-de-Kamouraska                                                          | Site du Berceau-de-Kamouraska                                        | Kamouraska                      | Route 132                         | 47.57833 -69.83278   | 5958  |         | SP constitué              | 7 février 1994               |        |
| M     | Site du patrimoine du Moulin-Paradis                                                   | Site du patrimoine du Moulin-Paradis                                 | Kamouraska                      | Chemin du Moulin-Paradis          | 47.54956 -69.84528   | 7971  |         | SP constitué              | 7 février 2006               |        |
| P     | Édifice de la Cour-de-Circuit-de-L'Isle-Verte                                          | Téléverser                                                           | L'Isle-Verte                    | 199, rue Saint-Jean-Baptiste      | 48.01167 -69.33883   | 4239  |         | MH classé                 | 3 novembre 1979              | [ 3 ]  |
| M     | Îlot religieux de L'Isle-Verte                                                         | Îlot religieux de L'Isle-Verte                                       | L'Isle-Verte                    | Rue Saint-Jean-Baptiste           | 48.01494 -69.33844   | 16201 |         | SP constitué              | 11 février 2008              |        |
| F     | Maison Girard                                                                          | Maison Girard                                                        | L'Isle-Verte                    | 371, route 132                    | 48.02338 -69.32677   | 11410 |         | ÉFP reconnu               | 29 février 1988              |        |
| F     | Maison Louis-Bertrand                                                                  | Maison Louis-Bertrand                                                | L'Isle-Verte                    | 168, rue Saint-Jean-Baptiste      | 48.01361 -69.33778   | 9619  |         | LHN                       | 10 juin 1999                 | [ 4 ]  |
| P     | Maison Louis-Bertrand                                                                  | Maison Louis-Bertrand                                                | L'Isle-Verte                    | 168, rue Saint-Jean-Baptiste      | 48.01361 -69.33778   | 1743  |         | MH classé                 | 18 juin 2001                 | [ 5 ]  |
| P     | Moulin du Petit-Sault                                                                  | Moulin du Petit-Sault                                                | L'Isle-Verte                    | 4e Rang                           | 48.05719 -69.28978   | 1729  |         | SH classé                 | 17 janvier 1962              |        |
| F     | Palais de justice de L'Isle-Verte                                                      | Téléverser                                                           | L'Isle-Verte                    | 199, rue Saint-Jean-Baptiste      | 48.01167 -69.33883   | 14128 |         | LHN                       | 16 juin 1980                 | [ 6 ]  |
| M     | Site de la maison Narcisse-Bertrand                                                    | Téléverser                                                           | L'Isle-Verte                    | 42, rue du Verger                 | 48.00667 -69.34333   | 11150 |         | SP constitué              | 5 février 2007               |        |
| M     | Ancien presbytère                                                                      | Téléverser                                                           | Lac-au-Saumon                   | 30, rue Bouillon                  | 48.42 -67.34433      | 15122 |         | MH cité                   | 11 décembre 1997             |        |
| M     | Caserne de pompiers                                                                    | Téléverser                                                           | Lac-au-Saumon                   | 24, rue Bouillon                  | 48.42069 -67.34275   | 8644  |         | MH cité                   | 11 décembre 1997             |        |
| M     | Mausolée du Curé-Alexandre-Bouillon                                                    | Mausolée du Curé-Alexandre-Bouillon                                  | Lac-au-Saumon                   | Rue de l'Oratoire                 | 48.42375 -67.34878   | 8302  |         | MH cité                   | 11 décembre 1997             |        |
| M     | Oratoire Saint-Joseph                                                                  | Téléverser                                                           | Lac-au-Saumon                   | 31, rue de l'Oratoire             | 48.42311 -67.35075   | 11063 |         | MH cité                   | 11 décembre 1997             |        |
| M     | Tertre funéraire de John-Frederick-Darwall                                             | Téléverser                                                           | Lac-au-Saumon                   | Route Saint-Edmond                | 48.40917 -67.30708   | 15187 |         | MH cité                   | 11 décembre 1997             |        |
| M     | Maison Horace-Bouffard                                                                 | Maison Horace-Bouffard                                               | Matane                          | 961, rang des Bouffard            | 48.85231 -67.41697   | 9645  | 1896    | IP cité                   | 2004                         |        |
| F     | Manège militaire                                                                       | Manège militaire                                                     | Matane                          | 374, rue Saint-Jérôme             | 48.84617 -67.52954   | 11006 |         | ÉFP reconnu               | 16 septembre 1991            |        |
| M     | Presbytère de Saint-Jérôme-de-Matane                                                   | Presbytère de Saint-Jérôme-de-Matane                                 | Matane                          | 527, avenue Saint-Jérôme          | 48.849 -67.53086     | 9645  | 1887    | IP cité                   | 2004                         |        |
| M     | Grange-étable Marcheterre                                                              | Téléverser                                                           | Métis-sur-Mer                   | 4e Rang Ouest                     | 48.66567 -67.91269   | 8603  |         | MH cité                   | 3 août 1987                  |        |
| F     | Phare                                                                                  | Phare                                                                | Métis-sur-Mer                   | Métis-sur-Mer                     | 48.68034 -68.034020  | 10441 |         | ÉFP reconnu               | 26 mai 1988                  |        |
| M     | Chapelle du Lac-de-l'Est                                                               | Téléverser                                                           | Mont-Carmel                     | 301, rue des Trembles             | 47.23261 -69.58      | 10999 |         | MH cité                   | 4 février 2008               |        |
| M     | Château Landry                                                                         | Château Landry                                                       | Mont-Joli                       | 1588, boulevard Jacques-Cartier   | 48.58606 -68.18825   | 9382  |         | MH cité                   | 6 mai 2002                   |        |
| P     | Gare de Rivière-Blanche                                                                | Gare de Rivière-Blanche                                              | Mont-Joli                       | 1049, boulevard Gaboury           | 48.59511 -68.20439   | 1678  |         | MH reconnu                | 20 juin 1989                 |        |
| F     | Gare du Canadien National                                                              | Gare du Canadien National                                            | Mont-Joli                       | 48, avenue de la Gare             | 48.58887 -68.1895    | 4594  |         | GFP                       | 1er avril 1993               |        |
| M     | Maison hantée                                                                          | Téléverser                                                           | Notre-Dame-des-Neiges           | Route 132 Ouest                   | 48.08631 -69.25417   | 12370 |         | MH cité                   | 13 août 2007                 |        |
| M     | Manoir Rioux-Belzile                                                                   | Téléverser                                                           | Notre-Dame-des-Neiges           | 18, chemin de la Grève-Rioux      | 48.12253 -69.20156   | 11993 |         | MH cité                   | 13 août 2007                 | [ 7 ]  |
| F     | Phare                                                                                  | Phare                                                                | Notre-Dame-des-Sept-Douleurs    |                                   | 48.05111 -69.42417   | 3675  |         | ÉFP classé                | 30 mai 1991                  | [ 8 ]  |
| F     | Phare de l'Île-Verte                                                                   | Phare de l'Île-Verte                                                 | Notre-Dame-des-Sept-Douleurs    |                                   | 48.051111 -69.424167 | 12287 |         | LHN                       | 18 mai 1974                  | [ 9 ]  |
| M     | Presbytère de Notre-Dame-des-Sept-Douleurs                                             | Téléverser                                                           | Notre-Dame-des-Sept-Douleurs    | 629, chemin de l'Île              | 48.02028 -69.43556   | 13270 |         | MH cité                   | 6 juin 2008                  |        |
| M     | Secteur du phare                                                                       | Secteur du phare                                                     | Notre-Dame-des-Sept-Douleurs    | 629, chemin de l'Île              | 48.051111 -69.424167 | 10559 |         | SP constitué              | 1er juin 2007                | [ 10 ] |
| M     | Site du patrimoine du Noyau-Religieux-de-Notre-Dame-du-Portage                         | Site du patrimoine du Noyau-Religieux-de-Notre-Dame-du-Portage       | Notre-Dame-du-Portage           | Route du Fleuve                   | 47.76822 -69.61036   | 10176 |         | SP constitué              | 4 décembre 2006              |        |
| M     | Maison Bourgoin                                                                        | Maison Bourgoin                                                      | Price                           | 21, rue Saint-Rémi                | 48.602667 -68.12617  | 11064 |         | MH cité                   | 11 octobre 2007              |        |
| F     | Bâtisse du sifflet de brume                                                            | Bâtisse du sifflet de brume                                          | Rimouski                        |                                   | 48.517802 -68.468299 | 11346 |         | ÉFP reconnu               | 20 septembre 1990            | [ 11 ] |
| F     | Édifice fédéral                                                                        | Édifice fédéral                                                      | Rimouski                        | 180, rue de la Cathédrale         | 48.450238 -68.525527 | 7526  |         | ÉFP reconnu               | 12 octobre 1998              |        |
| F     | Gare du Canadien National                                                              | Gare du Canadien National                                            | Rimouski                        | 57, rue de l'Évêché Est           | 48.4501 -68.52141    | 4595  |         | GFP                       | 1er avril 1993               |        |
| P     | Maison Joseph-Gauvreau                                                                 | Maison Joseph-Gauvreau                                               | Rimouski                        | 1, rue de l'Évêché Ouest          | 48.44867 -68.52397   | 1416  | 1907    | IP classé                 | 1985                         |        |
| P     | Maison Lamontagne                                                                      | Maison Lamontagne                                                    | Rimouski                        | 707, boulevard du Rivage          | 48.48414 -68.49508   | 1736  | 1745    | IP classé                 | 1974                         | [ 12 ] |
| M     | Maison Letendre                                                                        | Maison Letendre                                                      | Rimouski                        | 86, rue de l'Évêché Est           | 48.45142 -68.52144   | 8703  |         | MH cité                   | 19 décembre 2005             | [ 13 ] |
| M     | Maison Pierre-Louis-Gauvreau                                                           | Maison Pierre-Louis-Gauvreau                                         | Rimouski                        | 150, rue Saint-Pierre             | 48.45142 -68.52144   | 8602  |         | MH cité                   | 5 octobre 1992               | [ 13 ] |
| M     | Maison Roy                                                                             | Téléverser                                                           | Rimouski                        | 811, boulevard Saint-Germain      | 48.42889 -68.58806   | 8600  |         | MH cité                   | 3 février 2003               |        |
| F     | Manège militaire                                                                       | Manège militaire                                                     | Rimouski                        | 65, rue Saint-Jean-Baptiste Est   | 48.44975 -68.52096   | 9831  |         | ÉFP reconnu               | 19 septembre 1991            |        |
| F     | Phare                                                                                  | Phare                                                                | Rimouski                        | Île Bicquette                     | 48.415146 -68.892914 | 10474 |         | ÉFP reconnu               | 26 mai 1988                  |        |
| F     | Phare                                                                                  | Phare                                                                | Rimouski                        | 1034, rue du Phare                | 48.517418 -68.468986 | 10876 |         | ÉFP classé                | 20 septembre 1990            | [ 11 ] |
| F     | Phare de Pointe-au-Père                                                                | Phare de Pointe-au-Père                                              | Rimouski                        | 1034, rue du Phare                | 48.517418 -68.468986 | 9912  |         | LHN                       | 18 mai 1974                  |        |
| M     | Site de la rue Saint-Germain-Ouest                                                     | Site de la rue Saint-Germain-Ouest                                   | Rimouski                        |                                   | 48.44556 -68.53639   | 11028 |         | SP constitué SP constitué | 3 juin 1997 18 décembre 2000 |        |
| M     | Site du patrimoine à l'intérieur du centre-ville de Rimouski                           | Site du patrimoine à l'intérieur du centre-ville de Rimouski         | Rimouski                        |                                   | 48.45139 -68.52139   | 11029 |         | SP constitué              | 7 août 2006                  |        |
| M     | Site du secteur institutionnel au centre-ville                                         | Site du secteur institutionnel au centre-ville                       | Rimouski                        |                                   | 48.45106 -68.52781   | 11027 |         | SP constitué              | 3 juin 1997                  |        |
| F     | Station de phare : Corne de brume                                                      | Téléverser                                                           | Rimouski                        | Île Bicquette                     | 48.415544 -68.893268 | 11037 |         | ÉFP reconnu               | 12 septembre 1996            |        |
| M     | Gare de Rivière-Bleue                                                                  | Gare de Rivière-Bleue                                                | Rivière-Bleue                   | 85, rue Saint-Joseph Nord         | 47.43867 -69.04378   | 8141  |         | MH cité                   | 19 mars 2007                 |        |
| P     | Domaine seigneurial Fraser                                                             | Domaine seigneurial Fraser                                           | Rivière-du-Loup                 | 32, rue Fraser                    | 47.84131 -69.53872   | 4090  |         | SH classé                 | 7 février 1991               |        |
| P     | Édifice de la Banque-de-Montréal                                                       | Édifice de la Banque-de-Montréal                                     | Rivière-du-Loup                 | 428, rue Lafontaine               | 47.82972 -69.53361   | 4242  |         | MH reconnu                | 18 juin 1980                 |        |
| F     | Hôtel de ville de Rivière-du-Loup                                                      | Hôtel de ville de Rivière-du-Loup                                    | Rivière-du-Loup                 | 189, rue Lafontaine               | 47.83574 -69.5366    | 12725 |         | LHN                       | 23 novembre 1984             |        |
| M     | Maison Louis-Philippe-Lizotte                                                          | Maison Louis-Philippe-Lizotte                                        | Rivière-du-Loup                 | 1, rue Iberville                  | 47.83972 -69.53694   | 10238 |         | MH cité                   | 9 mai 1994                   |        |
| M     | Maison Marquis                                                                         | Maison Marquis                                                       | Rivière-du-Loup                 | 35, rue de l'Hôtel-de-Ville       | 47.83778 -69.53444   | 8688  |         | MH cité                   | 23 novembre 1998             |        |
| M     | Maison Ward                                                                            | Maison Ward                                                          | Rivière-du-Loup                 | 304, rue Fraser                   | 47.815 -69.57111     | 10279 |         | MH cité                   | 26 novembre 2001             | [ 14 ] |
| F     | Manège militaire                                                                       | Manège militaire                                                     | Rivière-du-Loup                 | 26, rue Joly                      | 47.8351 -69.5427     | 4752  | 1905    | ÉFP reconnu               | 1991                         |        |
| F     | Résidence d’été de sir John A. Macdonald                                               | Résidence d’été de sir John A. Macdonald                             | Rivière-du-Loup                 | 336, rue Fraser                   | 47.8127 -69.5756     | 20368 | 1882    | LNH                       | 2014                         | [ 14 ] |
| M     | Site du patrimoine du Vieux-Saint-Patrice                                              | Téléverser                                                           | Rivière-du-Loup                 |                                   | 47.81333 -69.575     | 8174  |         | SP constitué              | 8 septembre 2003             |        |
| M     | Site du patrimoine religieux de la chapelle Sainte-Anne-des-Ondes                      | Site du patrimoine religieux de la chapelle Sainte-Anne-des-Ondes    | Rivière-du-Loup                 | 116, rue Hayward                  | 47.85353 -69.55939   | 15602 |         | SP constitué              | 22 septembre 2008            |        |
| M     | Site du patrimoine religieux de la paroisse de Saint-François-Xavier                   | Site du patrimoine religieux de la paroisse de Saint-François-Xavier | Rivière-du-Loup                 | Rue Delage                        | 47.82456 -69.531139  | 15604 |         | SP constitué              | 22 septembre 2008            |        |
| M     | Site du patrimoine religieux de la paroisse de Saint-Ludger                            | Site du patrimoine religieux de la paroisse de Saint-Ludger          | Rivière-du-Loup                 | Rue Alexandre                     | 47.82725 -69.523389  | 15605 |         | SP constitué              | 22 septembre 2008            |        |
| M     | Site du patrimoine religieux de la paroisse de Saint-Patrice                           | Site du patrimoine religieux de la paroisse de Saint-Patrice         | Rivière-du-Loup                 | Rue Lafontaine                    | 47.837722 -69.53775  | 15485 |         | SP constitué              | 22 septembre 2008            |        |
| M     | Site du patrimoine religieux de Saint-Bartholomew                                      | Site du patrimoine religieux de Saint-Bartholomew                    | Rivière-du-Loup                 | Rue du Domaine                    | 47.84014 -69.53711   | 15462 |         | SP constitué              | 22 septembre 2008            |        |
| P     | Ancien presbytère de Rivière-Ouelle                                                    | Ancien presbytère de Rivière-Ouelle                                  | Rivière-Ouelle                  | 100, rue de l'Église              | 47.33333 -70.01528   | 1688  |         | MH classé                 | 7 mars 1979                  |        |
| M     | Petite École Delisle                                                                   | Téléverser                                                           | Rivière-Ouelle                  | 214, route 132                    | 47.45178 -70.0015    | 10640 |         | MH cité                   | 2 juin 2008                  |        |
| P     | Pont de Routhierville                                                                  | Pont de Routhierville                                                | Routhierville                   | Chemin du Rang-A                  | 48.182333 -67.1485   | 14043 | 1931    | IP classé                 | 2009                         |        |
| M     | Ancienne gare de Saint-Anaclet                                                         | Téléverser                                                           | Saint-Anaclet-de-Lessard        | chemin du Lac-à-Gasse             | 48.494 -68.44761     | 13183 |         | MH cité                   | 2 septembre 2003             |        |
| M     | Église de Saint-Anaclet-de-Lessard                                                     | Église de Saint-Anaclet-de-Lessard                                   | Saint-Anaclet-de-Lessard        | Rue Principale Est                | 48.47728 -68.42275   | 11340 |         | MH cité                   | 7 mai 2007                   |        |
| M     | Forge Saint-Laurent                                                                    | Forge Saint-Laurent                                                  | Saint-Anaclet-de-Lessard        | 78, rue Principale Ouest          | 48.47583 -68.42561   | 12005 |         | MH cité                   | 7 mai 2007                   |        |
| P     | Maison Côté                                                                            | Téléverser                                                           | Saint-Anaclet-de-Lessard        | 652, 3e Rang Ouest                | 48.45247 -68.45142   | 1689  |         | MH classé                 | 11 août 1977                 |        |
| M     | Presbytère de Saint-Anaclet-de-Lessard                                                 | Presbytère de Saint-Anaclet-de-Lessard                               | Saint-Anaclet-de-Lessard        | 25, rue Principale Est            | 48.47797 -68.42228   | 8300  |         | MH cité                   | 4 juillet 2005               |        |
| P     | Église de Saint-André                                                                  | Église de Saint-André                                                | Saint-André-de-Kamouraska       | Rue Principale                    | 47.67364 -69.72892   | 7036  |         | MH classé                 | 5 août 2004                  | [ 15 ] |
| F     | Église de Saint-André-de-Kamouraska                                                    | Église de Saint-André-de-Kamouraska                                  | Saint-André-de-Kamouraska       | 128, rue Principale               | 47.67364 -69.72892   | 7840  |         | LHN                       | 17 juin 1985                 | [ 16 ] |
| M     | Noyau paroissial de Saint-André                                                        | Noyau paroissial de Saint-André                                      | Saint-André-de-Kamouraska       |                                   | 47.67364 -69.72892   | 14588 |         | SP constitué              | 6 décembre 2004              |        |
| F     | Phare de l'île du Pot-à-l'eau-de-vie                                                   | Phare de l'île du Pot-à-l'eau-de-vie                                 | Saint-André-de-Kamouraska       | Pot du Phare                      | 47.872320 -69.681820 | 14281 |         | ÉFP classé                | 12 octobre 1998              |        |
| M     | Place de l'Église de Saint-Bruno-de-Kamouraska                                         | Téléverser                                                           | Saint-Bruno-de-Kamouraska       | Rue de l'Église                   | 47.45697 -69.75428   | 12978 |         | SP constitué              | 12 janvier 2009              |        |
| M     | Presbytère de Saint-Cyprien                                                            | Saint-Cyprien                                                        | Saint-Cyprien                   | 187, rue Principale               | 47.89478 -69.01736   | 7713  |         | MH cité                   | 5 décembre 2005              |        |
| F     | Maison Chapais                                                                         | Maison Chapais                                                       | Saint-Denis-De La Bouteillerie  | 2, route 132 Est                  | 47.50306 -69.93758   | 12285 |         | LHN                       | 17 mai 1962                  | [ 17 ] |
| P     | Maison Chapais                                                                         | Maison Chapais                                                       | Saint-Denis-De La Bouteillerie  | 2, route 132 Est                  | 47.50306 -69.93758   | 1691  |         | MH classé                 | 5 janvier 1990               | [ 18 ] |
| M     | Chapelle de Notre-Dame-des-Murailles                                                   | Téléverser                                                           | Saint-Fabien                    | 38, chemin de la Mer Ouest        | 48.31522 -68.87292   | 16203 |         | MH cité                   | 3 novembre 2008              |        |
| M     | Grange Adolphe-Gagnon                                                                  | Grange Adolphe-Gagnon                                                | Saint-Fabien                    | 129, rue du Parc                  | 48.29767 -68.86611   | 7680  |         | MH classé                 | 14 décembre 2006             |        |
| M     | Vieux théâtre de Saint-Fabien                                                          | Vieux théâtre de Saint-Fabien                                        | Saint-Fabien                    | 112, 1re rue                      | 48.29567 -68.86658   | 16202 |         | MH cité                   | 3 novembre 2008              |        |
| P     | Presbytère de Saint-Hubert                                                             | Presbytère de Saint-Hubert                                           | Saint-Hubert-de-Rivière-du-Loup | 1, chemin Taché Ouest             | 47.81431 -69.149     | 4465  |         | MH reconnu                | 3 août 1983                  |        |
| M     | Pont Romain-Caron                                                                      | Pont Romain-Caron                                                    | Saint-Jean-de-la-Lande          | Route des Chalets                 | 47.39528 -68.72028   | 6252  |         | MH cité                   | 6 février 2006               |        |
| M     | Noyau religieux de Saint-Joseph-de-Kamouraska                                          | Noyau religieux de Saint-Joseph-de-Kamouraska                        | Saint-Joseph-de-Kamouraska      | Rue Principale Est                | 47.61083 -69.641     | 14580 |         | SP constitué              | 1er décembre 2004            |        |
| M     | Pont du Collège                                                                        | Téléverser                                                           | Saint-Onésime-d'Ixworth         | Route de l'Église                 | 47.29222 -69.95139   | 7897  |         | MH cité                   | 2 décembre 2002              |        |
| M     | Ancien magasin général Norbert-Dionne                                                  | Téléverser                                                           | Saint-Pacôme                    | 104, rue Galarneau                | 47.40961 -69.94775   | 10237 |         | MH cité                   | 7 juillet 2008               |        |
| M     | Moulin Casgrain-Lévesque                                                               | Téléverser                                                           | Saint-Pacôme                    | 199, boulevard Bégin              | 47.40697 -69.95197   | 6212  |         | MH cité                   | 16 avril 2003                |        |
| M     | Site du patrimoine des villas King et Harding et du cimetière familial King et Harding | Téléverser                                                           | Saint-Pacôme                    |                                   | 47.40244 -69.95856   | 15741 |         | SP constitué              | 2 août 2004                  |        |
| F     | Gare ferroviaire de la Canadien National                                               | Téléverser                                                           | Saint-Pascal                    | 536, route de la Station          | 47.525663 -69.801228 | 6729  |         | GFP                       | 1er avril 1992               |        |
| M     | Site du patrimoine du Moulin-Lavoie                                                    | Téléverser                                                           | Saint-Pascal                    | Route 230 Ouest                   | 47.51275 -69.83169   | 11335 |         | SP constitué              | 7 mai 2008                   |        |
| M     | Presbytère de Saint-Philippe-de-Néri                                                   | Téléverser                                                           | Saint-Philippe-de-Néri          | 11, côte de l'Église              | 47.46639 -69.885     | 11153 |         | MH cité                   | 3 novembre 2008              |        |
| F     | Gare du Canadien National                                                              | Gare du Canadien National                                            | Sainte-Anne-de-la-Pocatière     | 95, avenue de la Gare             | 47.3612 -70.0254     | 4581  |         | GFP                       | 1er novembre 1995            |        |
| M     | Ancien presbytère de Sainte-Flavie                                                     | Ancien presbytère de Sainte-Flavie                                   | Sainte-Flavie                   | 505, route de la Mer              | 48.61092 -68.22936   | 8248  |         | MH cité                   | 2 août 1993                  | [ 19 ] |
| M     | Site du patrimoine Flavie-Drapeau                                                      | Site du patrimoine Flavie-Drapeau                                    | Sainte-Flavie                   | Route de la Mer                   | 48.61131 -68.22922   | 11065 |         | SP constitué              | 3 mars 2008                  |        |
| M     | Grange à dîme de Sainte-Florence                                                       | Téléverser                                                           | Sainte-Florence                 | 26, rue Beaurivage Nord           | 48.26558 -67.24144   | 13137 |         | MH cité                   | 3 mars 2008                  |        |
| M     | Salle des loisirs de Sainte-Françoise                                                  | Salle des loisirs de Sainte-Françoise                                | Sainte-Françoise                | 25, rue Principale                | 48.09422 -69.06275   | 9138  |         | MH cité                   | 6 juin 2005                  |        |
| M     | Place de l'église de Sainte-Hélène                                                     | Place de l'église de Sainte-Hélène                                   | Sainte-Hélène                   | Rue du Couvent                    | 47.5925 -69.73       | 15155 |         | SP constitué              | 20 décembre 2005             |        |
| M     | Maison des Ouellet                                                                     | Téléverser                                                           | Sainte-Hélène                   | 395, route 230 Ouest              | 47.62397 -69.68219   | 7895  |         | MH cité                   | 12 mars 2002                 |        |
| P     | Église de Sainte-Luce                                                                  | Église de Sainte-Luce                                                | Sainte-Luce                     | Route du Fleuve Ouest             | 48.55019 -68.38339   | 8107  | 1840    | IP classé                 | 1957                         | [ 20 ] |
| P     | Épave de l'Empress of Ireland                                                          | Téléverser                                                           | Sainte-Luce                     |                                   | 48.625 -68.40778     | 9892  |         | OP classé                 | 1999                         | [ 21 ] |
| F     | Épave du RMS Empress of Ireland                                                        | Téléverser                                                           | Sainte-Luce                     |                                   | 48.625 -68.40778     | 15164 |         | LHN                       | 2009                         | [ 22 ] |
| M     | Site de l'église et du cimetière de Sainte-Luce                                        | Site de l'église et du cimetière de Sainte-Luce                      | Sainte-Luce                     | Route du Fleuve Ouest             | 48.55019 -68.38339   | 8705  |         | SP cité                   | 2002                         |        |
| M     | Gare de Sayabec                                                                        | Gare de Sayabec                                                      | Sayabec                         | 11, route 132 Ouest               | 48.56594 -67.68839   | 8250  |         | MH cité                   | 1er mai 1995                 | [ 23 ] |
| F     | Gare du Canadien National                                                              | Gare du Canadien National                                            | Sayabec                         | 11, route 132 Ouest               | 48.56594 -67.68839   | 6806  |         | GFP                       | 1er avril 1993               | [ 24 ] |
| P     | Fort Ingall                                                                            | Fort Ingall                                                          | Témiscouata-sur-le-Lac          | 81, rue Caldwell                  | 47.69108 -68.901     | 11987 |         | SA reconnu SH reconnu     | 15 août 1975                 |        |
| M     | Gare de Cabano                                                                         | Gare de Cabano                                                       | Témiscouata-sur-le-Lac          | 5, rue de la Gare                 | 47.68475 -68.88844   | 11458 |         | MH cité                   | 2 janvier 1995               |        |
| F     | Île aux Basques                                                                        | Île aux Basques                                                      | Trois-Pistoles                  | Île aux Basques                   | 48.14278 -69.24944   | 17003 |         | LHN                       | 2001                         |        |
| M     | Maison du notaire                                                                      | Maison du notaire                                                    | Trois-Pistoles                  | 168, rue Notre-Dame Est           | 48.12742 -69.17053   | 6358  | 1842    | IP cité                   | 1989                         |        |